# Yorkshire and the Humber
Yorkshire and the Humber (littéralement, en français : Yorkshire-et-l’Humber) est une région située dans le nord-est de l'Angleterre à l'est de la chaîne montagneuse des Pennines et bordée par la mer du Nord. Ses administrations sont localisées à Leeds, la ville au centre de sa plus grande agglomération, même si York est traditionnellement le chef-lieu du comté historique de Yorkshire. Elle tient son nom de l'estuaire Humber.

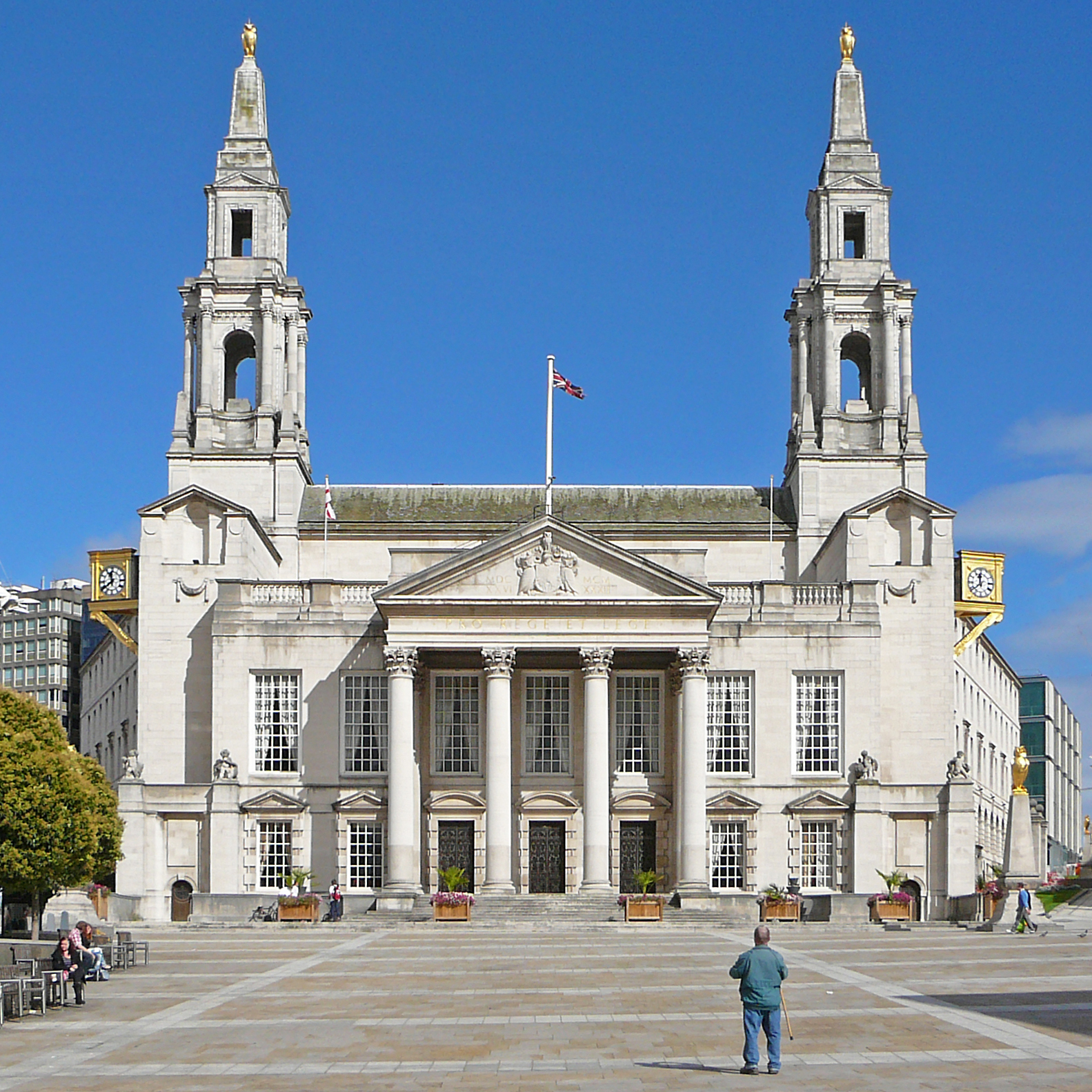
Salle civique de Leeds, West Yorkshire, Angleterre

Sa superficie est de 15 420 km2 (5e région), sa population est de (recensement 2001) 4 964 838 (6e région) soit une densité de 322 h/km2.

## Subdivisions administratives
Légende
- AU : autorité unitaire (à la fois comté et district non métropolitain)
- CNM : comté non métropolitain
- CM : comté métropolitain

| Carte                         | Comté cérémonial               | Comté métropolitain ou non métropolitain                                                      | Districts, boroughs et cités                          |
| ----------------------------- | ------------------------------ | --------------------------------------------------------------------------------------------- | ----------------------------------------------------- |
|                               | 1. Yorkshire du Sud CM         | 1. Yorkshire du Sud CM                                                                        | a) Sheffield, b) Rotherham, c) Barnsley, d) Doncaster |
| 2. Yorkshire de l'Ouest CM    | 2. Yorkshire de l'Ouest CM     | a) Wakefield, b) Kirklees, c) Calderdale, d) Bradford, e) Leeds                               |                                                       |
| Yorkshire du Nord (en partie) | 3. Yorkshire du Nord CNM       | a) Selby, b) Harrogate, c) Craven, d) Richmondshire, e) Hambleton, f) Ryedale, g) Scarborough |                                                       |
| Yorkshire du Nord (en partie) | 4. York AU                     |                                                                                               |                                                       |
| Yorkshire de l'Est            | 5. East Riding of Yorkshire AU | 5. East Riding of Yorkshire AU                                                                |                                                       |
| Yorkshire de l'Est            | 6. Kingston upon Hull AU       |                                                                                               |                                                       |
| Lincolnshire (en partie)      | 7. North Lincolnshire AU       | 7. North Lincolnshire AU                                                                      |                                                       |
| Lincolnshire (en partie)      | 8. North East Lincolnshire AU  |                                                                                               |                                                       |

## Villes
- Barnsley
- Bradford
- Doncaster
- Grimsby
- Halifax, Harrogate, Huddersfield, Hull
- Knaresborough
- Leeds
- Ripon, Rotherham
- Scarborough, Scunthorpe, Sheffield
- Wakefield
- York